# Combat d'El-Amar
Le combat d'El-Amar a lieu le 15 février 1957 opposant les combattants marocains de l'Armée de libération nationale à l'Armée française au puits d'El-Amar, à une centaine de kilomètres au nord-est de Fort-Trinquet (aujourd'hui Bir Moghreïn), dans la colonie de la Mauritanie.

## Contexte
Le combat d'El-Amar, tout comme celui d'Oum El Achar plus tard, se déroule peu après l'indépendance du Maroc qui a lieu le 2 mars 1956. Le Maroc essaye de mener à ce moment, une politique d'équilibre entre la France et le Front de libération nationale pour ne pas provoquer une rupture totale avec l'ancienne puissance protectrice. Malgré cette volonté d'équilibre, l'avenir incertain du royaume, la Guerre d'Algérie et la revendication du territoire mauritanien par le Maroc poussa l'Armée de libération nationale marocaine (ALN) à agir, notamment à des postes stratégiques, ici, aux confins de la Mauritanie. Le but ici étant "d'empoisonner l'armée française" qui s'était grandement déployée dès 1957 et à terme, de débarrasser l'Afrique du Nord de toute présence coloniale. 

## Déroulement
L'armée française est appelée pour contrôler et disperser un rassemblement d'hommes et un dépôt de matériel découverts par des renseignements et localisés près de la frontière du Río de Oro. Face à environ 200 combattants de l'Armée de libération nationale, les Français engagent le goum motorisé de l'Adrar (GMA), la 2e compagnie du détachement motorisé autonome no 1 (DMA1) renforcée par la section portée de la 4e compagnie du 1er RTS, un peloton d'automitrailleuses et la 1re CSM. Le GMA, commandé par le capitaine de La Sauzay, est coincé dans une coulée étroite entre deux plateaux par les tirs précis de l'ALN. Tentant de leur porter secours, les tirailleurs sénégalais du DMA1 (capitaine Poey) sont pris dans une embuscade à courte distance alors qu'ils pénètrent sur le plateau à l'ouest de la coulée en début d'après-midi. Vers 18 h 30, la 1re CSM arrive en renfort et vient couvrir les restes du DMA1 avec ses mitrailleuses lourdes de 12,7 et un canon sans recul de 75 (en). Les combats cessent avec la nuit.
Les Marocains parviennent à se replier dans la nuit, emportant leurs morts à dos de chameaux. L'Armée français récupère néanmoins les vivres et le matériel de leur dépôt,. Deux compagnies parachutistes du 4e bataillon colonial de commandos parachutistes rejoignent Atar le 15 février mais ne peuvent intervenir à cause d'une tempête de sable.

## Bilan et conséquences
La patrouille française subit de lourdes pertes. 20 soldats et 3 officiers ont été tués, dont les capitaines Poey et de La Sauzay. Dans le détail, le DMA1 compte seize tués dont deux officiers et 12 blessés tandis que le GMA déplore quatre tués, quatre blessés et un sous-officier capturé par les Marocains (il sera libéré deux ans plus tard par le roi Mohamed V).
Les différentes opérations de janvier-février 1957 semblent cependant porter un coup sensible aux éléments de l'ALN qui menaçaient le nord du territoire mauritanien et qui stoppent leurs opérations pendant l'été 1957. Ce combat mena à l'opération Écouvillon en 1958, opération franco-espagnole pour éradiquer les confins mauritaniens de toute prétention marocaine.